# Abdulwasiu Showemimo
Abdulwasiu Omotayo Showemimo, detto Wasiu (Lagos, 10 ottobre 1988), è un ex calciatore nigeriano, di ruolo difensore.

## Carriera

### Club
Dopo aver giocato con varie squadre di club, nel 2008 si trasferisce al Kano Pillars.

### Nazionale
Nel 2011 debutta con la nazionale nigeriana.